# Evin-Gefängnis

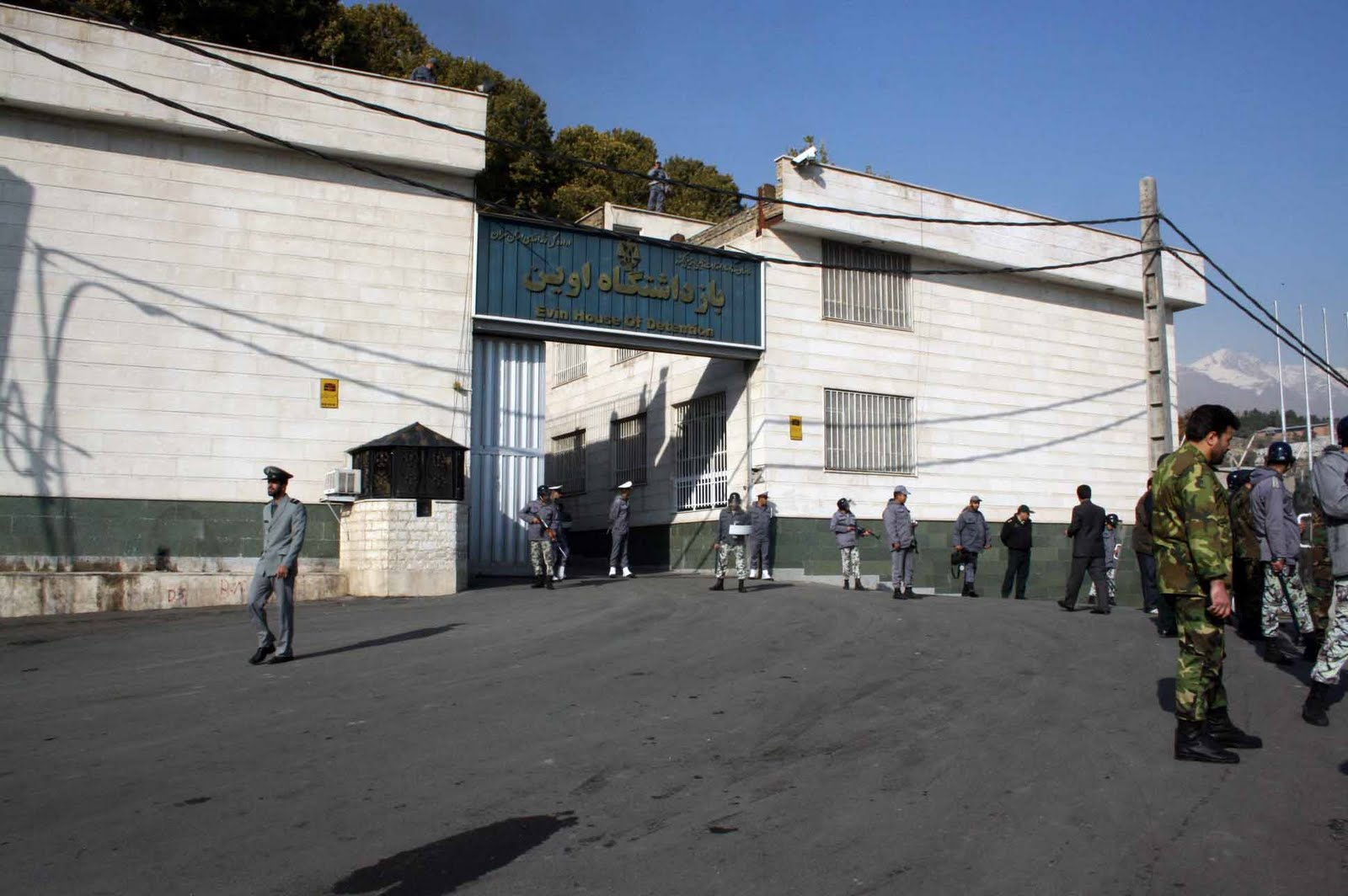
Evin-Gefängnis (2008)

Das Evin-Gefängnis (persisch زندان اوین Zendan-e Ewin) ist das bekannteste und berüchtigtste iranische Gefängnis. Es liegt am nördlichen Stadtrand von Teheran und entstand 1971 durch den Umbau des ehemaligen Domizils von Seyyed Zia’eddin Tabatabai. Ursprünglich für 320 Insassen ausgelegt, waren dort während der Schah-Zeit bis zu 1500 Menschen inhaftiert und seit dem Beginn der Islamischen Revolution 1979 bis zu 15.000 Menschen. Nach Angaben der Gefängnisleitung waren im Jahre 2006 insgesamt 2575 Männer und 375 Frauen in Haft.
Das Gefängnis ist für die Inhaftierung und Hinrichtung politischer Gefangener Irans berüchtigt.

## Schah-Zeit
Während der Regierungszeit von Schah Mohammad Reza Pahlavi waren es unter anderem Kleriker der heutigen Staatsregierung, Anführer der Volksmudschahedin, der Fedajin-e Islam und der Tudeh-Partei, die im Evin-Gefängnis, dem Zentralgefängnis des SAVAK, inhaftiert waren. Bekannte Häftlinge waren u. a. Hossein Ali Montazeri, Mahmud Taleghani, Ali Chamene’i, Akbar Hāschemi Rafsandschāni, Mohammad Ali Dschafari, Khosrow Golsorkhi und Massoud Rajavi.

## Islamisches Regime
Nach der Islamischen Revolution zählten Regimegegner, Kritiker, Schriftsteller, Chefredakteure und abgesetzte Minister zu den Inhaftierten. Vor der iranischen Präsidentschaftswahl 2001 las sich die Liste der Insassen „wie das Who’s Who“ Irans.

### Bekannte Häftlinge
Bekannte Häftlinge waren oder sind:
- Fariba Adelkhah (* 1959, französisch-iranische Anthropologin)
- Mohammed Ali Abtahi (* 1958, Geistlicher und 1997 bis 2004 Vizepräsident Irans)
- Shiva Nazar Ahari (* 1984, Menschenrechtsaktivistin und Journalistin)
- Ahmad Batebi (* 1977, Menschenrechtsaktivist)
- Niloufar Bayani (* 1986, Biologin)
- Hossein Kazemeyni Borudscherdi (* 1957, Geistlicher und Autor)
- Hossein Derakhshan (* 1975, Blogger und Aktivist)
- Schirin Ebadi (* 1947, Juristin)
- Said Emami (* 1959, † 1999 im Evin-Gefängnis)
- Hassan Yussefi Eshkevari (* 1949, Geistlicher und Philosoph)
- Nargess Eskandari-Grünberg (* 1965, Frankfurter Bürgermeisterin)[7]
- Kamran Ghaderi (* 1964, iranisch-östrreichischer Geschäftsmann)[8]
- Akbar Gandschī (* 1960, Journalist und Schriftsteller)[9]
- Faezeh Haschemi (* 1962, Politikerin)
- Ramin Jahanbegloo (* 1956, Philosoph)
- Mohsen Kadivar (* 1959, Geistlicher)[10]
- Donald Klein († 2013, deutscher Steinmetz)
- Narges Mohammadi (* 1972, Menschenrechtsaktivistin, Friedensnobelpreisträgerin 2023)
- Kylie Moore-Gilbert (* 1986/1987, Islamwissenschaftlerin)
- Andreas Moser (* 1975, deutscher Rechtsanwalt, wurde 2009 während der Proteste gegen die Wahlfälschungen im Evin-Gefängnis festgehalten)[11]
- Marina Nemat (* 1965, Autorin)
- Jafar Panahi (* 1960, Filmregisseur)
- Hossein Rajabian (* 1984, Filmemacher und Autor)
- Shahrnush Parsipur (* 1946, Autorin)
- Clotilde Reiss (* 1985, Französin, saß 2010 46 Tage im Evin-Gefängnis)[12]
- Roxana Saberi (* 1977, Journalistin)
- Abdolfattah Soltani (* 1953, Rechtsanwalt)
- Nasrin Sotudeh (* 1963, Rechtsanwältin)[13]
- Nahid Taghavi (* 1954, deutsch-iranische Gefangene)
- Nasser Zarafshan (* 1946, Rechtsanwalt)

### Folter
Das Gefängnis darf von außen und innen nicht fotografiert werden; Aufnahmen sind daher selten. Die Fotografin Zahra Kazemi wurde 2003 wegen Aufnahmen vor diesem Gefängnis zu Tode gefoltert. Marina Nemat saß über zwei Jahre im Evin-Gefängnis. Sie beschrieb ihre Erlebnisse in einer Biographie, die 2006 auf Englisch und später auch in anderen Sprachen erschien. Von ihren Zellengenossinnen im Trakt 246 soll keine die Haftzeit überlebt haben. Während der Haftzeit von Nemat war nach ihren Angaben der Trakt, der in Schah-Zeiten mit 50 Personen belegt war, mit 650 Frauen belegt.
Für seine Einzelzellen mit der Grundfläche 1 × 2 m berüchtigt ist der Trakt 209, der dem Geheimdienst untersteht und in dem politische Gefangene („Staatsfeinde“) inhaftiert sind. Folter und sexueller Missbrauch (u. a. harte Gegenstände in das Rektum oder in die Vagina schieben), um die Gefangenen zu Geständnissen zu zwingen, ist im Evin-Gefängnis eine gängige Praxis. „Gefangene wurden monatelang in kleine Särge mit den Maßen 50 × 80 × 140 cm gesteckt. 1984 waren 30 Gefangene in solchen Särgen. Manche wurden verrückt,“ so Abbas Amir-Entezam, 1979 stellvertretender Premierminister unter Mehdi Bāzargān und 27 Jahre im Evin-Gefängnis inhaftiert.
Roxana Saberi beschreibt darüber hinaus die Weiße Folter, eine Kombination aus Manipulation, Einschüchterung, Isolation […], die zu falschen Geständnissen oder Verleumdung von Freunden und Kollegen führt. „Viele Gefangene verschweigen gegenüber dem Gefängnisarzt die Wahrheit über ihren Gesundheitszustand. Sie haben Angst davor, dass die genannten Krankheiten oder verwendeten Medikamente als Ursache ihres ungewollten Todes im Gefängnis erklärt werden könnten,“ so Mehdi Khazali, Sohn des Ajatollah Abolghassem Khazali. → siehe Said Emami

### Hinrichtungen
Die Massenhinrichtung politischer Gefangener in Iran von 1988 hatte ihren Ausgangspunkt im Evin-Gefängnis. Hinrichtungen nach Verurteilungen werden vor Ort durchgeführt, überwiegend durch Hängen, so u. a. bei Abdolmalek Rigi.
Das Gefängnis ist nicht ausschließlich mit politischen Häftlingen belegt, konventionelle Straftäter sind in einem anderen Teil des Gebäudes inhaftiert.

### Europäische Sanktionen
Der jetzige (2011) Generalsekretär der Teheraner Gefängnisverwaltung Farajollah Sedaqat, der bis Oktober 2010 das Evin-Gefängnis leitete, steht neben dem Leiter der Evin-Abteilung 350, Mostafa Bozorgnia, seit dem 12. April 2010 auf Europäischen Sanktionslisten. Sedaqat wird für Folter, Bedrohung und Unterdrucksetzung zahlreicher Inhaftierter in Evin verantwortlich gemacht. Der Leiter der Iranischen Gefängnisverwaltung, Mohammad-Ali Zanjirei, steht ebenfalls auf Sanktionslisten; ihm wird die Überführung von zahlreichen Häftlingen in Einzelhaft vorgeworfen.

### Proteste
2009 gab es vor dem Gefängnis Kundgebungen von Angehörigen der Inhaftierten der Proteste nach der iranischen Präsidentschaftswahl 2009. 2010 fanden diese in täglichem Rhythmus statt; jeden Abend von 17 bis 23 Uhr wurde die Freilassung der Gefangenen gefordert und deren Folterung beklagt.

### Veröffentlichung von Überwachungsvideos
Im August 2021 wurden Überwachungsvideos aus dem Gefängnis von 2020 und 2021 veröffentlicht. Die Veröffentlichungen zeigen unter anderem Misshandlungen von Gefangenen. Der Leiter des Iranischen Gefängnissystems, Mohammad Mehdi Haj Mohammadi, akzeptiert die Verantwortung für dieses „inakzeptable Verhalten“.

### Brand infolge von Protesten
Am 15. Oktober 2022, während der Herbstproteste in Iran kam es zu einem Brand. Dabei starben acht Insassen und 61 Insassen wurden verletzt.

### Israelischer Luftangriff
Während des israelisch-iranischen-Krieges wurde das Gefängnis am 23. Juni 2025 von den israelischen Streitkräften beschossen. Iran meldete, dass dabei mindestens 71 Menschen getötet wurden.
Die New York Times berichtete, dass etwa 100 Transgender-Häftlinge vermisst würden und vermutlich tot seien, nachdem ihr Teil des Gefängnisses zerstört wurde.
Nach dem Angriff beschrieben die Insassen eine gewaltsame Evakuierung. Sie wurden in das Großraumgefängnis von Teheran und das Frauengefängnis von Qarchak verlegt, die Berichten zufolge überfüllt und unhygienisch waren und in denen es an Lebensmitteln und sauberem Wasser mangelte. Darüber hinaus berichteten die Gefangenen, dass ihnen eine medizinische Behandlung und der Zugang zu lebenswichtigen verschreibungspflichtigen Medikamenten verweigert wurde.

## Film
Die Schauspielerin Maryam Zaree kam 1983 im Evin-Gefängnis zur Welt. Ihre Eltern waren beide dort inhaftiert; sie sprachen nach ihrer Freilassung nie über diese Zeit. Maryam Zaree veröffentlichte 2019 den Dokumentarfilm Born in Evin.